# خانم بالاکندی
خانم بالاکندی یک روستا در ایران است که در دهستان یورتچی غربی واقع شده‌است. خانم بالاکندی ۱۰۱ نفر جمعیت دارد.